# Antonius Geurts
Pour les articles homonymes, voir Geurts.
Antonius Johannes Geurts, dit Antoon Geurts (né le 29 février 1932 à Veldhoven et mort le 5 octobre 2017 dans la même ville), est un kayakiste néerlandais qui a concouru dans les années 1960.
Il participe à trois éditions des Jeux olympiques et remporte la médaille d'argent en K2 1000 m lors des Jeux olympiques d'été de 1964.

## Palmarès

### Jeux olympiques
- Jeux olympiques de 1964 à Tokyo,  Japon
  -  Médaille d'argent